# بورانگولوو (شهرستان داولکانوفسکی، باشقیرستان)
بورانگولوو (انگلیسی: Burangulovo, Davlekanovsky District, Republic of Bashkortostan) یک شهرک در شهرستان داولکانوفسکی در استان باشقیرستان کشور روسیه است.